# Junkovac, Topola
Junkovac (izvirno srbsko Јунковац) je naselje v Srbiji, ki upravno spada pod Občino Topola; slednja pa je del Šumadijskega upravnega okraja.

## Demografija
V naselju živi 796 polnoletnih prebivalcev, pri čemer je njihova povprečna starost 45,3 let (43,7 pri moških in 46,8 pri ženskah). Naselje ima 321 gospodinjstev, pri čemer je povprečno število članov na gospodinjstvo 2,94.
To naselje je, glede na rezultate popisa iz leta 2002, večinoma srbsko.
|  |

| Demografija | Demografija     | Demografija     |
| Leto        | Št. prebivalcev | Št. prebivalcev |
| ----------- | --------------- | --------------- |
|             |                 |                 |
|             |                 |                 |
|             |                 |                 |
|             |                 |                 |
| 1948        | 1808            |                 |
| 1953        | 1773            |                 |
| 1961        | 1638            |                 |
| 1971        | 1388            |                 |
| 1981        | 1248            |                 |
| 1991        | 1093            | 1072            |
| 2002        | 975             | 945             |
|             |                 |                 |

| Etnična sestava po popisu iz leta 2002 | Etnična sestava po popisu iz leta 2002 | Etnična sestava po popisu iz leta 2002 | Etnična sestava po popisu iz leta 2002 | Etnična sestava po popisu iz leta 2002 |
| -------------------------------------- | -------------------------------------- | -------------------------------------- | -------------------------------------- | -------------------------------------- |
| Srbi                                   | Srbi                                   |                                        | 940                                    | 99,47%                                 |
| Črnogorci                              | Črnogorci                              |                                        | 2                                      | 0,21%                                  |
| Neznano                                | Neznano                                |                                        | 1                                      | 0,10%                                  |